# Perizoma coarctata
Perizoma coarctata là một loài bướm đêm trong họ Geometridae.